# Pădurea Fontainebleau
Pădurea Fontainebleau este o arie protejată (arie de protecție specială avifaunistică — SPA) din Franța întinsă pe o suprafață de 28.059 ha, integral pe uscat.

## Localizare
Centrul sitului Pădurea Fontainebleau este situat la coordonatele 48°25′00″N 2°40′00″E / 48.41667°N 2.66667°E.

## Înființare
Situl Pădurea Fontainebleau a fost declarat arie de protecție specială avifaunistică în baza directivei 79/409 din 1979 referitoare la conservarea păsărilor sălbatice pentru a proteja 31 de specii de animale.

## Biodiversitate
Situată în ecoregiunea atlantică, aria protejată nu include niciun habitat protejat.
La baza desemnării sitului se află mai multe specii protejate de  păsări (31): pescăruș albastru (Alcedo atthis), fâsă-de-câmp (Anthus campestris), stârc cenușiu (Ardea cinerea), buhai de baltă (Botaurus stellaris), caprimulg (Caprimulgus europaeus), șerpar (Circaetus gallicus), erete de stuf (Circus aeruginosus), erete vânăt (Circus cyaneus), erete cenușiu (Circus pygargus), ciocănitoarea de stejar (Dendrocopos medius), ciocănitoare neagră (Dryocopus martius), egretă albă (Egretta alba), egretă mică (Egretta garzetta), șoim călător (Falco peregrinus), becațină comună (Gallinago gallinago), acvilă pitică (Hieraaetus pennatus), stârc pitic (Ixobrychus minutus), sfrâncioc roșiatic (Lanius collurio), ciocârlie de pădure (Lullula arborea), ferestraș mic (Mergus albellus), gaia neagră (Milvus migrans), stârc de noapte (Nycticorax nycticorax), vultur pescar (Pandion haliaetus), viespar (Pernis apivorus), cormoran mare (Phalacrocorax carbo), ciocănitoare verzuie (Picus canus), ploier auriu (Pluvialis apricaria), cristei de baltă (Rallus aquaticus), sitar de pădure (Scolopax rusticola), chiră de baltă (Sterna hirundo), silvie de tufiș (Sylvia undata)
Pe lângă speciile protejate, pe teritoriul sitului au mai fost identificate 55 de specii de plante, 22 de specii de păsări, 1 specie de amfibieni, 1 specie de mamifere, 28 de specii de nevertebrate, 3 specii de reptile.